# Sauvé (metrostation)
Sauvé is een metrostation in het stadsdeel Ahuntsic-Cartierville van de Canadese stad Montréal. Het station werd geopend op 14 oktober 1966 en wordt bediend door de oranje lijn van de metro van Montréal.